# 哈佛广场
哈佛广场(英語：Harvard Square) 是一个位于剑桥的三角型广场，毗邻剑桥的中心。同时也可以指代哈佛大学旁边的商业街。在其附近有哈佛大学的诸多建筑物，包括其历史中心哈佛园等。该处有波士顿地铁哈佛站 (马萨诸塞州)以及充当公共运输交汇处。

## 交通
- 哈佛站 (马萨诸塞州)

## 画廊

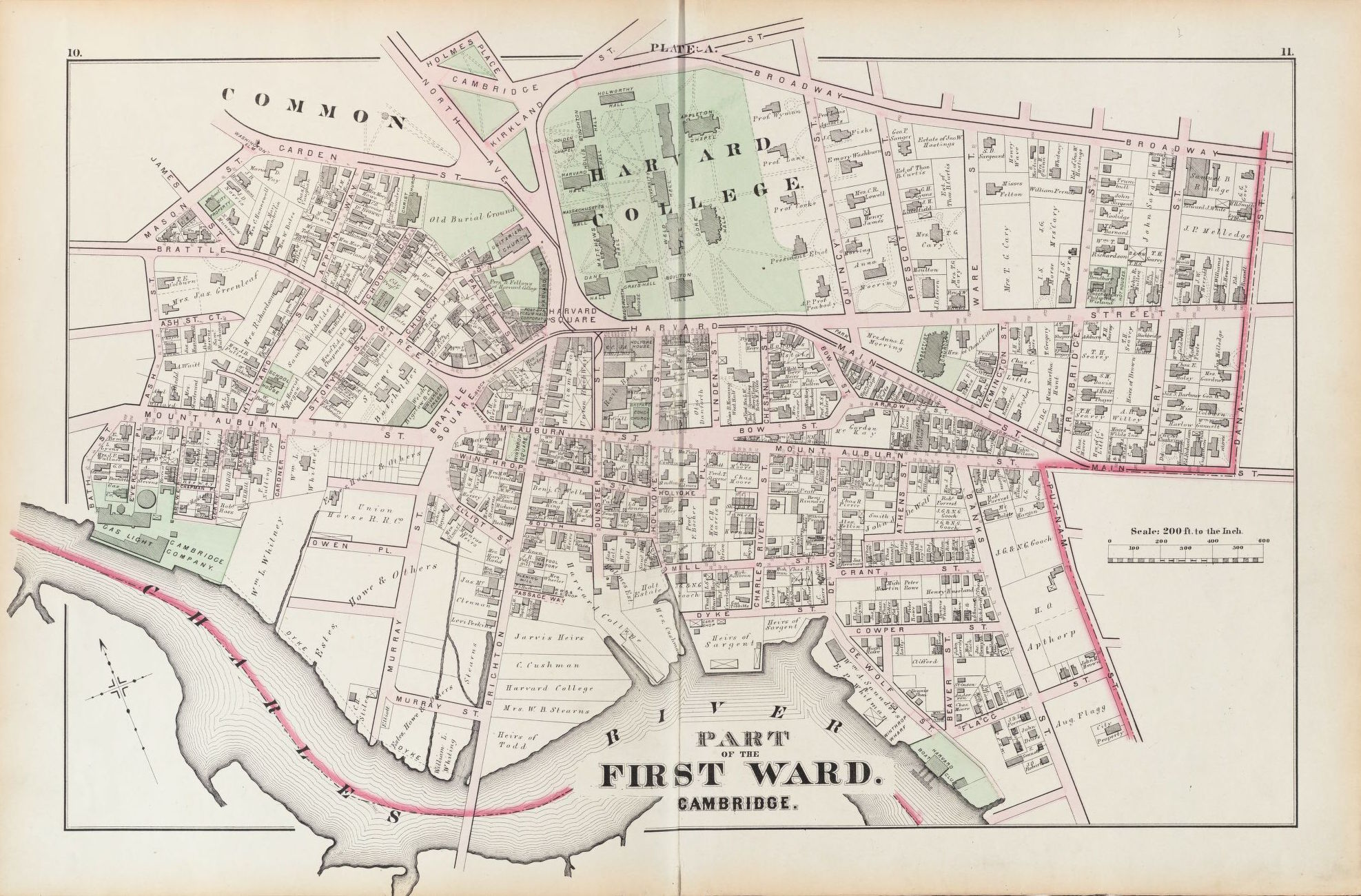
1873年的地图，标注哈佛广场
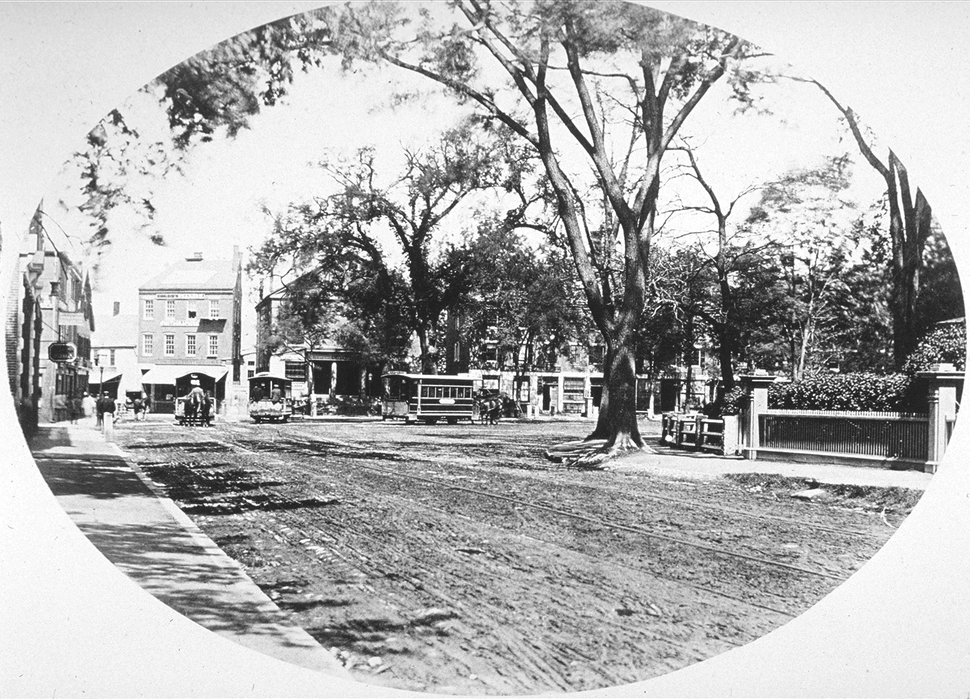
1869年的哈佛广场
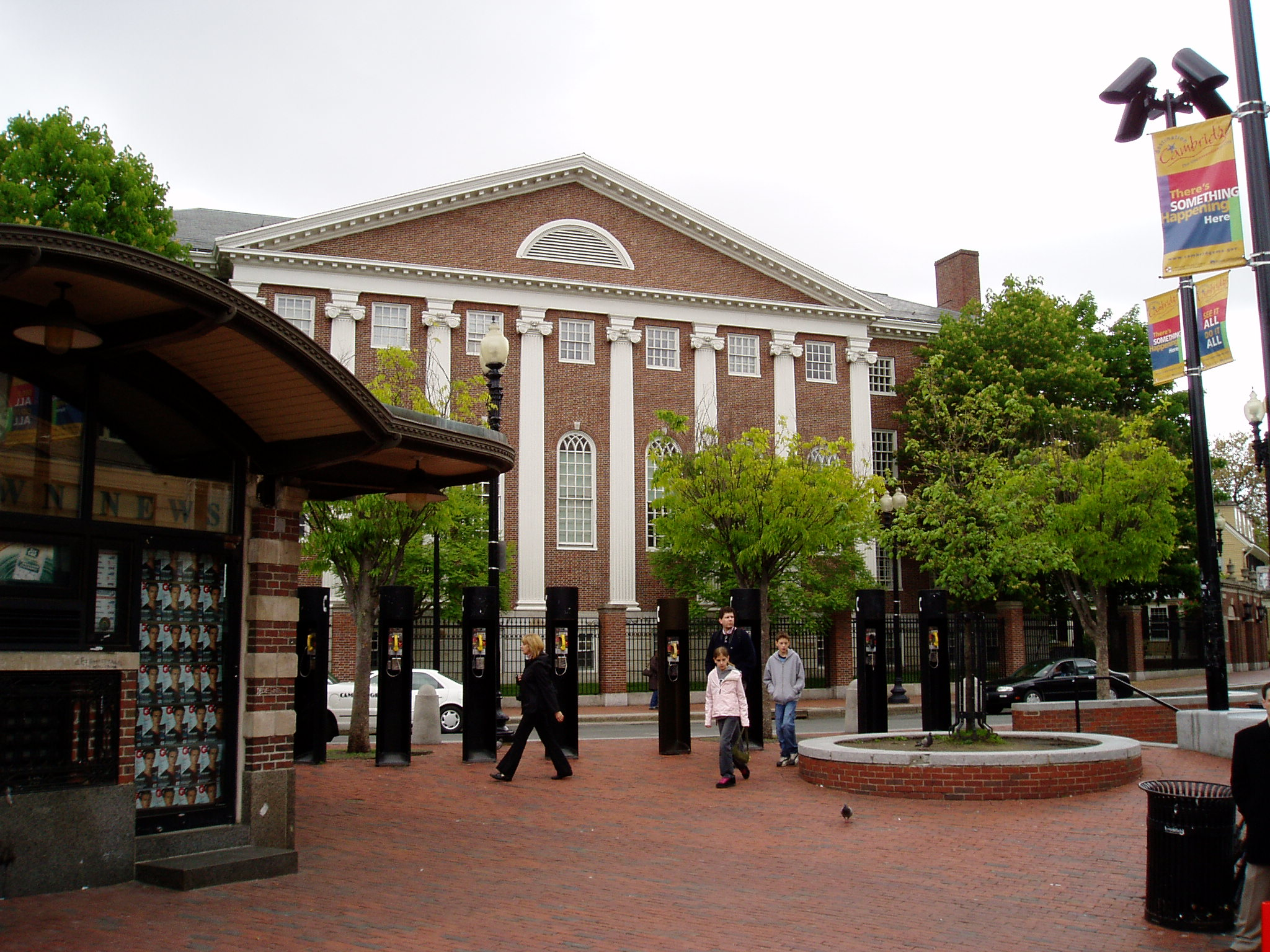
2004年5月的哈佛广场
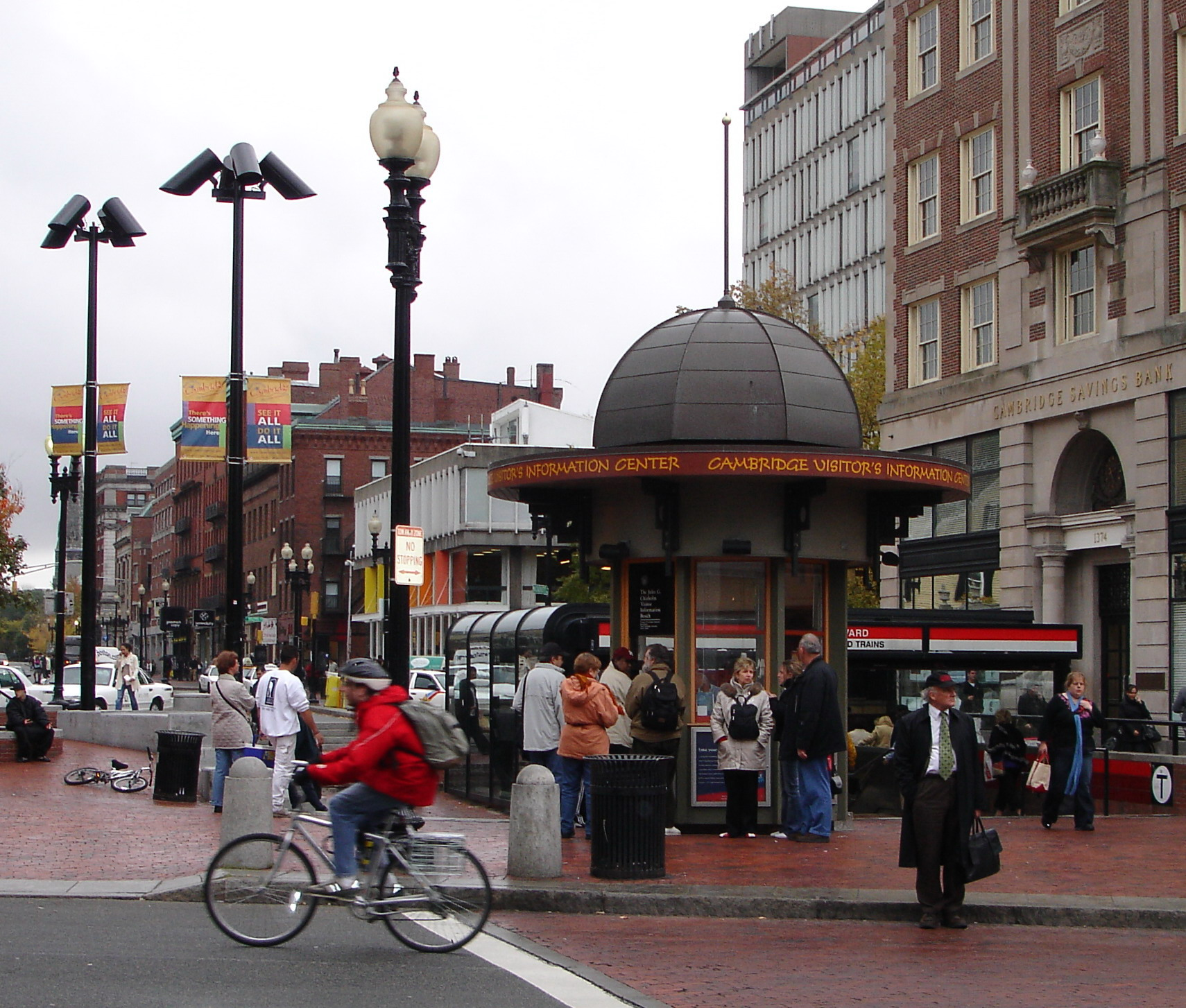
雨天哈佛广场
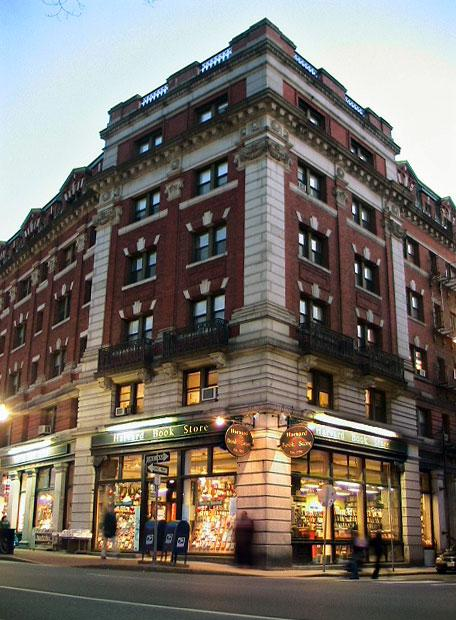
书店
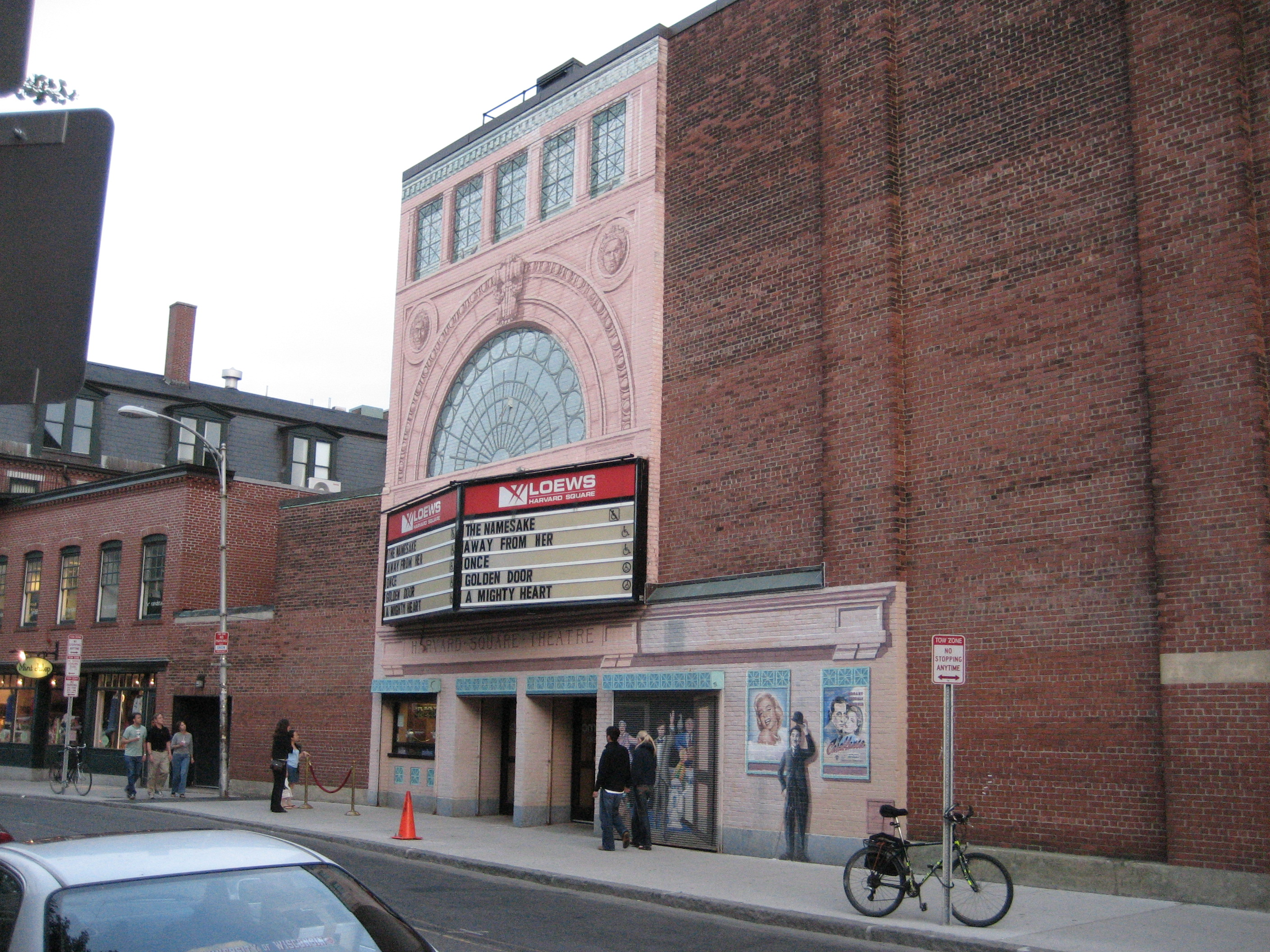
电影院
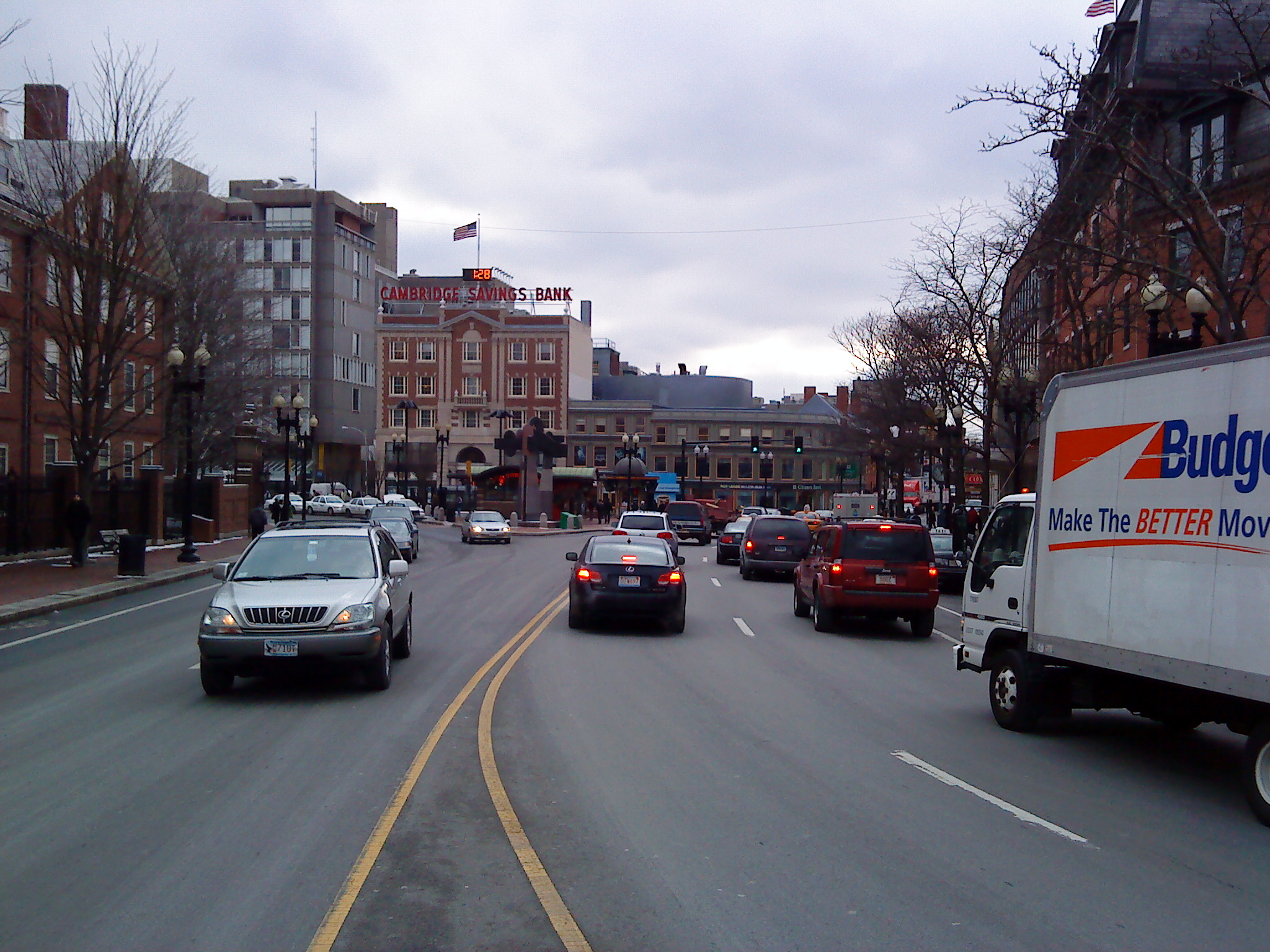
哈佛广场

## 延伸阅读
- Lotman, Mo. . Stewart, Tabori & Chang. 2009: 240  [2019-01-07]. ISBN 978-1-58479-747-0. （原始内容存档于2020-10-27）.
- Sullivan, Charles M., "Harvard Square History and Development", Cambridge Historical Commission